# Vicia semenovii
Vicia semenovii är en ärtväxtart som först beskrevs av Eduard August von Regel och Ferdinand Gottfried Theobald Maximilian von Herder, och fick sitt nu gällande namn av Boris Fedtjenko. Vicia semenovii ingår i släktet vickrar, och familjen ärtväxter. Inga underarter finns listade i Catalogue of Life.